# Heavy Metal Breakdown
Heavy Metal Breakdown är Grave Diggers första studioalbum från 1984.

## Låtlista
1. "Headbanging Man" - 3:37
2. "Heavy Metal Breakdown" - 3:42
3. "Back From The War" - 5:35
4. "Yesterday" - 5:07
5. "We Wanna Rock You" - 4:17
6. "Legion Of The Lost" - 4:54
7. "Tyrant" - 3:18
8. "2000 Light Years from Home (Mick Jagger/Keith Richards)" - 2:54
9. "Heart Attack" - 3:17

## Medverkande
- Chris Boltendahl - Sång
- Peter Masson - gitarr
- Willi Lackman - bas
- Albert Eckardt - trummor